# Indiana Fever 2006
La stagione 2006 delle Indiana Fever fu la 7ª nella WNBA per la franchigia.
Le Indiana Fever arrivarono terze nella Eastern Conference con un record di 21-13. Nei play-off persero la semifinale di conference con le Detroit Shock (2-0).

## Roster
| N° | Naz.                   | Ruolo | Sportivo            | Anno | Alt. | Peso |
| -- | ---------------------- | ----- | ------------------- | ---- | ---- | ---- |
| 0  | Stati Uniti (bandiera) | C     | Olympia Scott       | 1976 | 188  | 79   |
| 3  | Stati Uniti (bandiera) | G     | K.B. Sharp          | 1981 | 175  | 68   |
| 13 | Germania (bandiera)    | A     | Linda Fröhlich      | 1979 | 188  | 81   |
| 15 | Stati Uniti (bandiera) | G     | Tan White           | 1982 | 170  | 70   |
| 22 | Stati Uniti (bandiera) | A     | La'Tangela Atkinson | 1984 | 188  | 74   |
| 23 | Stati Uniti (bandiera) | A     | Charlotte Smith     | 1973 | 183  | 67   |
| 24 | Stati Uniti (bandiera) | A     | Tamika Catchings    | 1979 | 185  | 76   |
| 30 | Stati Uniti (bandiera) | G     | Anna DeForge        | 1976 | 178  | 73   |
| 32 | Stati Uniti (bandiera) | A     | Ebony Hoffman       | 1982 | 188  | 98   |
| 35 | Stati Uniti (bandiera) | C     | Kasha Terry         | 1983 | 191  | 84   |
| 41 | Australia (bandiera)   | G     | Tully Bevilaqua     | 1972 | 170  | 66   |
| 91 | Stati Uniti (bandiera) | A     | Tamika Whitmore     | 1977 | 188  | 86   |

## Staff tecnico
- Allenatore: Brian Winters
- Vice-allenatori: Lin Dunn, Julie Plank
- Preparatore atletico: Holly Heitzman
- Preparatore fisico: Greg Moore